# 10 Years (dal)
A 10 Years (magyarul: 10 év) a Daði og Gagnamagnið izlandi együttes dala, mellyel Izlandot képviselték a 2021-es Eurovíziós Dalfesztiválon Rotterdamban. A dal belső kiválasztás során nyerte el a dalversenyen való indulás jogát.

## Eurovíziós Dalfesztivál
2020. február 29-én vált hivatalossá, hogy a RÚV által megrendezett nemzeti döntőt, a Söngvakeppnint a Daði og Gagnamagnið nyerte meg, így őket választották az ország képviseletére a 2020-as Eurovíziós Dalfesztiválon. Március 18-án az Európai Műsorsugárzók Uniója bejelentette, hogy 2020-ban nem tudják megrendezni a versenyt a COVID–19-koronavírus-világjárvány miatt. Az izlandi műsorsugárzó jóvoltából az együttes lehetőséget kapott az ország képviseletére a következő évben egy új versenydallal. 2021. február 24-én vált hivatalossá a dal címe, míg a versenydalt március 13-án mutatták be a előbb a Straumar című zenei műsorban, majd dalfesztivál hivatalos YouTube-csatornáján.
Az Eurovíziós Dalfesztiválon a dalt először a május 20-án rendezett második elődöntőben adták elő, a fellépési sorrendben nyolcadikként, a moldáv Natalia Gordienko Sugar című dala után és a szerb Hurricane Loco Loco című dala előtt. annak ellenére, hogy élőben nem tudták előadni dalukat, mivel a csapat egyik tagjának a PCR-tesztje pozitív lett, az elődöntőből második helyezettként továbbjutottak a május 22-i döntőbe, ahol fellépési sorrendben tizenkettedikként léptek fel, a svájci Gjon’s Tears Tout l’univers című dala után és a spanyol Blas Cantó Voy a quedarme című dala előtt. Mindkét adásban a második próbán rögzített produkcióval versenyeztek. A szavazás során a zsűri pontozása szerint összesítésben az ötödik helyen végeztek 198 ponttal (Ausztriától maximális pontot kaptak), míg a nézői szavazáson is az ötödik helyen végeztek 180 ponttal (Ausztráliától, Dániától és Finnországtól maximális pontot kaptak), így összesítésben 378 ponttal a verseny negyedik helyezettjei lettek. 2009-es szereplésük óta ez volt a legjobb eredmény amit az ország elért.

## A dal háttere
A dal a feleségével való tíz éves kapcsolatról szól, ami azóta is ugyanolyan, mint a kezdetekben. A dal promóciójaként Daði Freyr egy telefonos videojátékot is fejlesztett.

## Slágerlisták
| Slágerlista (2021)                   | Legjobb helyezés |
| ------------------------------------ | ---------------- |
| Belgium (Framand Ultratop 50)        | 6.               |
| Egyesült Királyság (UK Singles)      | 46.              |
| Egyesült Királyság (UK Indie)        | 46.              |
| Finnország (Suomen virallinen lista) | 8.               |
| Hollandia (Holland Single Top 100)   | 15.              |
| Izland (Tónlist)                     | 1.               |
| Írország (IRMA)                      | 38.              |
| Litvánia (AGATA)                     | 11.              |
| Norvégia (VG-lista)                  | 33.              |
| Svájc (Schweizer Hitparade)          | 80.              |
| Svédország (Sverigetopplistan)       | 23.              |